# Sideways
Sideways (dt.: „seitwärts“) ist ein US-amerikanischer Spielfilm von Alexander Payne aus dem Jahr 2004. Das von Payne und Jim Taylor verfasste Drehbuch basiert auf dem gleichnamigen Roman des US-amerikanischen Schriftstellers und Drehbuchautors Rex Pickett.

## Handlung
Miles, ein geschiedener, deprimierter Englischlehrer und Weinkenner, fährt von seinem Heimatort San Diego nach Los Angeles zu seinem Freund Jack, einem  Schauspieler und ehemaligen Mitbewohner am College. Zusammen unternehmen sie eine einwöchige Reise durch das Weinanbaugebiet Santa Ynez Valley, um vor Jacks anstehender Hochzeit noch einmal zu feiern. Miles plant, ausgiebig Weinproben zu genießen, gut zu essen und Golf zu spielen. Jack, dessen Hochzeit mit seiner armenischen Freundin Christine kurz nach der Reise stattfinden soll, will in das Immobiliengeschäft seines zukünftigen Schwiegervaters einsteigen. Er möchte, bevor er heiratet, noch ein sexuelles Abenteuer erleben, was Miles jedoch für keine gute Idee hält.
Vor der eigentlichen Reise besuchen die beiden Miles’ alleinlebende Mutter, der Miles Geld aus der Schublade stiehlt. Miles leidet immer noch sehr unter seiner Scheidung. Als er von Jack erfährt, dass seine Exfrau wieder geheiratet hat und zusammen mit ihrem neuen Mann auf der Hochzeit sein wird, stürzt ihn das in eine tiefe Krise.
In einem Restaurant in Solvang treffen sie die Kellnerin Maya, die Miles bereits kennt. Jack meint ihr anzumerken, dass sie an Miles interessiert ist, was dieser jedoch anzweifelt. Jack erzählt Maya, dass Miles’ Roman, an dem er drei Jahre lang geschrieben hat, demnächst veröffentlicht wird, obwohl er weiß, dass der Verlag darüber noch nicht entschieden hat. Am nächsten Tag treffen sie bei einer Verkostung die Weinverkäuferin Stephanie, die mit Maya bekannt ist. Auf Jacks Initiative hin gehen die vier zusammen essen, und der betrunkene Miles ruft seine Ex-Frau an, wobei er behauptet, nicht zur Hochzeit gehen zu wollen. Die Gruppe begibt sich zu Stephanie nachhause, wo sie und Jack miteinander schlafen. Miles und Maya führen tiefgründige Gespräche über Wein, doch Miles ist schüchtern und nähert sich ihr nur vorsichtig an. Maya interessiert sich für seinen Roman, und Miles gibt ihr eine Kopie des Manuskriptes.
Jack nimmt seine Affäre mit Stephanie immer ernster und zieht gar in Erwägung, ihretwegen die Hochzeit abzusagen. Auch Miles und Maya verbringen viel Zeit miteinander. Während eines Picknicks verrät er ihr versehentlich, dass Jack verlobt ist. Maya wendet sich enttäuscht von Miles ab. Kurz darauf besuchen Jack und Miles eine Weinkellerei, und Miles geht nach draußen, um seine Agentin anzurufen. Als er erfährt, dass sein Roman abgelehnt wurde, macht er vor allen Leuten eine Szene und übergießt sich mit Rotwein, weil sich ein Weinausgießer weigert, ihm ein volles Glas einzuschenken. Als Jack und Miles in ihr Motel zurückkehren, wird Jack dort von Stephanie erwartet, die von dessen Verlobung erfahren hat und ihm in rasender Wut mit ihrem Motorradhelm die Nase bricht. Während Jack im Krankenhaus verarztet wird, hinterlässt Miles eine Nachricht auf Mayas Anrufbeantworter, in der er sich entschuldigt und ihr auch offenbart, dass sein Roman nicht veröffentlicht wird.  
Am letzten Abend stürzt sich Jack in ein weiteres sexuelles Abenteuer mit einer Kellnerin namens Cammi, obwohl ihn Miles davon abzubringen versucht. In den frühen Morgenstunden kehrt Jack nackt in das Motel zurück, nachdem Cammis Ehemann die beiden beim Sex erwischt hat. Er konnte zwar fliehen, musste dabei aber seine Brieftasche zurücklassen, in der sich spezialangefertigte Eheringe befinden. Zutiefst verzweifelt und unter Tränen fleht er Miles an, ihm dabei zu helfen, das Portemonnaie wiederzuholen. Sie fahren zu Cammis Haus, und Miles schleicht sich hinein. Er findet zwar die Brieftasche, doch liegt diese in einem Zimmer, in dem Cammi und ihr Ehemann gerade lautstark Sex haben. Als er sich die Brieftasche schnappt und davonläuft, rennt ihm Cammis Ehemann nackt hinterher. Miles schafft es bis zum Auto, und er und Jack fahren davon. Als sie sich später auf dem Nachhauseweg befinden, fährt Jack Miles Auto absichtlich gegen einen Baum, um vortäuschen zu können, er habe sich die Nase bei einem Autounfall gebrochen.  
Nach der Hochzeitszeremonie trifft Miles seine Ex-Frau Victoria und ihren neuen Mann, Ken. Victoria teilt ihm mit, dass sie von diesem ein Kind erwartet. Miles entfernt sich von der Hochzeitsgesellschaft und trinkt allein in einem Fast-Food-Restaurant den besten Wein aus seiner Sammlung, einen 1961er Château-Cheval-Blanc, aus einem Kunststoffbecher. Miles kehrt in seine Routine als Englischlehrer zurück. Eines Tages findet er auf seinem Anrufbeantworter eine Nachricht von Maya vor. Sie bedankt sich für einen Brief, den ihr Miles geschickt hat und berichtet, sie habe sein Manuskript gelesen und es habe ihr gut gefallen. Sie sagt, er solle sich melden, wenn er mal in der Nähe sei. Der Film endet damit, dass er vor ihrer Tür steht und anklopft.

## Anmerkungen

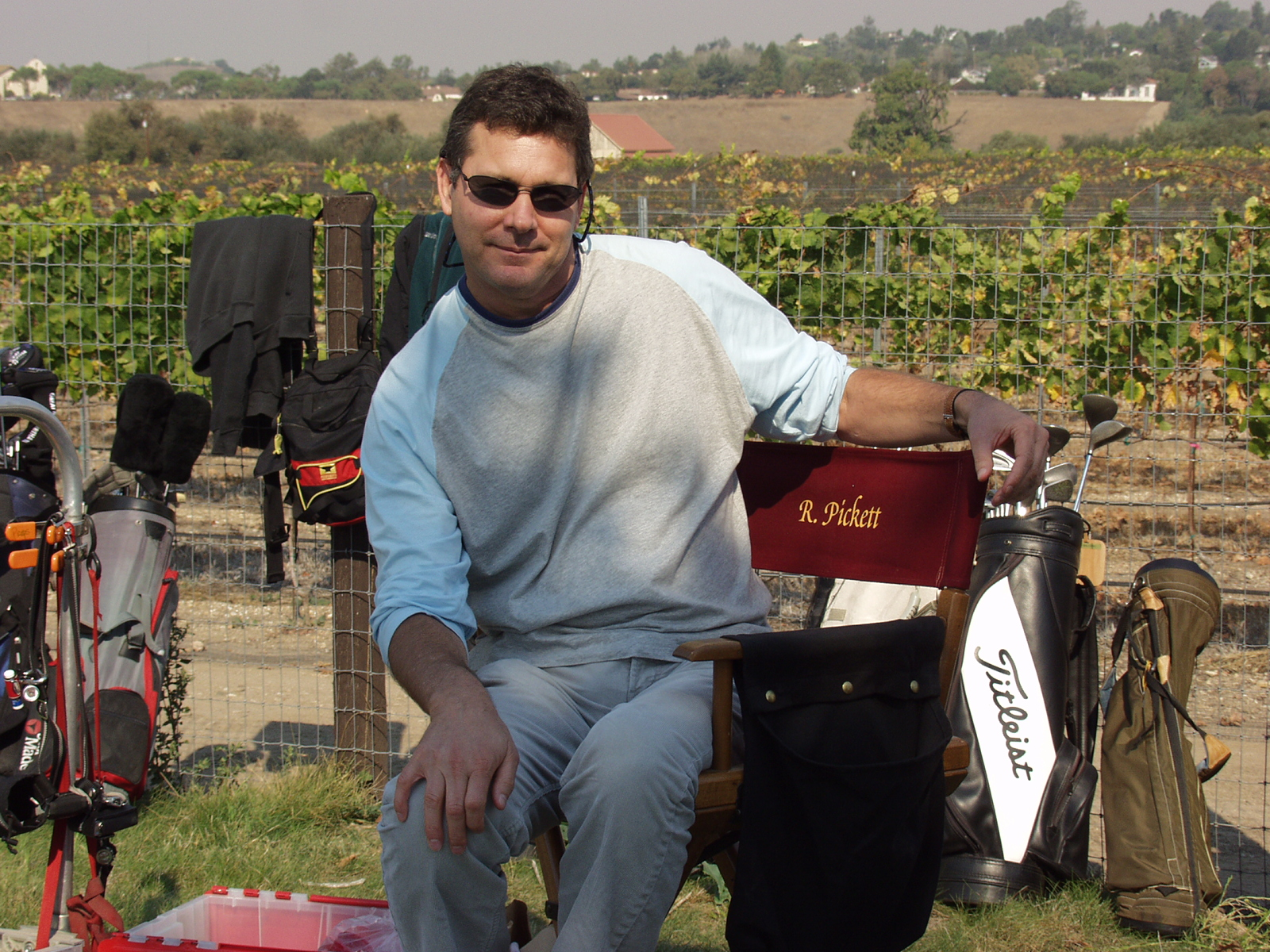
Rex Pickett, Autor der Vorlage, während der Dreharbeiten von Sideways

## Filmmusik
Der Soundtrack stammt von Rolfe Kent.
1. Asphalt Groovin’
2. Constantine Snaps His Fingers
3. Drive!
4. Picnic
5. Lonely Day
6. Wine Safari
7. Miles’ Theme
8. Los Olivos
9. Chasing The Golfers
10. Walk To The Hitching Post
11. Abandoning The Wedding
12. Slipping Away As Mum Sleeps
13. Bowling Tango
14. I’m Not Drinking Any #@%$ Merlot!
15. Miles and Maya

## Kritiken
Der film-dienst schrieb, der Film sei „unterhaltsam“ sowie „voll unwiderstehlichem Charme und sanfter Lebensweisheit. Hinter der Komik der Ereignisse tritt eine liebevolle, präzise Beschreibung menschlicher Eigenarten und Schwächen zutage, wie sie in Hollywood-Filmen selten anzutreffen sind.“
Spiegel Online urteilte: „Es braucht nicht die elitären Geschmacksknospen eines Connaisseurs, um das warme Innere von Sideways zu entdecken. Auch ein Laie kann die Erfahrung dieses vollmundigen Americana-Abenteuers treffend beschreiben: Anfangs beißt es heftig auf der Zunge, doch sein Abgang gerät unerwartet sanft.“

## Auszeichnungen
Sideways gewann zahlreiche Auszeichnungen.
| Preis                                                     | Kategorie                                                                                          | Sieger und Nominierte                                       | Ergebnis      |
| --------------------------------------------------------- | -------------------------------------------------------------------------------------------------- | ----------------------------------------------------------- | ------------- |
| American Film Institute Awards 2004                       | AFI Film des Jahres                                                                                |                                                             | Gewonnen      |
| Academy Awards 2005                                       | Academy Award für den besten Film                                                                  | Michael London                                              | Nominiert     |
| Academy Awards 2005                                       | Award für den besten Regisseur                                                                     | Alexander Payne                                             | Nominiert     |
| Academy Awards 2005                                       | Academy Award für das beste adaptierte Drehbuch                                                    | Alexander Payne Jim Taylor                                  | Gewonnen      |
| Academy Awards 2005                                       | Academy Award für den besten Nebendarsteller                                                       | Thomas Haden Church                                         | Nominiert     |
| Academy Awards 2005                                       | Academy Award für die beste Nebendarstellerin                                                      | Virginia Madsen                                             | Nominiert     |
| American Cinema Editors                                   | American Cinema Editors Award für den besten Schnitt                                               | Kevin Tent                                                  | Nominiert     |
| Argentine Film Critics Association                        | Bester nicht-spanischsprachiger Film                                                               | Alexander Payne                                             | Gewonnen      |
| Belgian Syndicate of Cinema Critics                       | Grand Prix                                                                                         |                                                             | Nominiert     |
| 58. British Academy Film Awards                           | BAFTA Award für das beste adaptierte Drehbuch                                                      | Alexander Payne Jim Taylor                                  | Gewonnen      |
| Bodil Awards                                              | Bodil Award für den besten amer. Film                                                              | Alexander Payne                                             | Gewonnen      |
| Boston Society of Film Critics Awards 2004                | Boston Society of Film Critics Award für den besten Film                                           |                                                             | Nominiert     |
| Boston Society of Film Critics Awards 2004                | Boston Society of Film Critics Award für die beste Regie                                           | Alexander Payne                                             | Zweiter Platz |
| Boston Society of Film Critics Awards 2004                | Boston Society of Film Critics Award für den besten Hauptdarsteller                                | Paul Giamatti                                               | Zweiter Platz |
| Boston Society of Film Critics Awards 2004                | Boston Society of Film Critics Award für das beste Drehbuch                                        | Alexander Payne Jim Taylor                                  | Gewonnen      |
| Boston Society of Film Critics Awards 2004                | Boston Society of Film Critics Award für den besten Nebendarsteller                                | Thomas Haden Church                                         | Gewonnen      |
| Boston Society of Film Critics Awards 2004                | Boston Society of Film Critics Award für das beste Schauspielerensemble                            | Thomas Haden Church Paul Giamatti Virginia Madsen Sandra Oh | Gewonnen      |
| Broadcast Film Critics Association Awards 2004            | Broadcast Film Critics Association Award für den besten Film                                       | Michael London                                              | Gewonnen      |
| Broadcast Film Critics Association Awards 2004            | Broadcast Film Critics Association Award für den besten Regisseur                                  | Alexander Payne                                             | Nominiert     |
| Broadcast Film Critics Association Awards 2004            | Broadcast Film Critics Association Award für den besten Hauptdarsteller                            | Paul Giamatti                                               | Nominiert     |
| Broadcast Film Critics Association Awards 2004            | Broadcast Film Critics Association Award für das beste Drehbuch                                    | Alexander Payne Jim Taylor                                  | Gewonnen      |
| Broadcast Film Critics Association Awards 2004            | Broadcast Film Critics Association Award für den besten Nebendarsteller                            | Thomas Haden Church                                         | Gewonnen      |
| Broadcast Film Critics Association Awards 2004            | Broadcast Film Critics Association Award für die beste Nebendarstellerin                           | Virginia Madsen                                             | Gewonnen      |
| Broadcast Film Critics Association Awards 2004            | Broadcast Film Critics Association Award für das beste Ensemble                                    | Thomas Haden Church Paul Giamatti Virginia Madsen Sandra Oh | Gewonnen      |
| Broadcast Film Critics Association Awards 2004            | Broadcast Film Critics Association Award für den besten Komponisten                                | Rolfe Kent                                                  | Nominiert     |
| Casting Society of America                                | Artios Award für das beste Casting einer Komödie                                                   | John Jackson Ellen Parks                                    | Gewonnen      |
| Central Ohio Film Critics Association                     | Bester Film                                                                                        |                                                             | Zweiter Platz |
| Central Ohio Film Critics Association                     | Bester Regisseur                                                                                   | Alexander Payne                                             | Gewonnen      |
| Central Ohio Film Critics Association                     | Bestes Drehbuch                                                                                    | Alexander Payne Jim Taylor                                  | Zweiter Platz |
| Central Ohio Film Critics Association                     | Bester Nebendarsteller                                                                             | Thomas Haden Church                                         | Gewonnen      |
| Central Ohio Film Critics Association                     | Bestes Ensemble                                                                                    | Thomas Haden Church Paul Giamatti Virginia Madsen Sandra Oh | Zweiter Platz |
| Chicago Film Critics Association Awards 2004              | Chicago Film Critics Association Award für den besten Film                                         | Alexander Payne                                             | Gewonnen      |
| Chicago Film Critics Association Awards 2004              | Chicago Film Critics Association Award für den besten Hauptdarsteller                              | Paul Giamatti                                               | Gewonnen      |
| Chicago Film Critics Association Awards 2004              | Chicago Film Critics Association Award für das beste Drehbuch                                      | Alexander Payne Jim Taylor                                  | Gewonnen      |
| Chicago Film Critics Association Awards 2004              | Chicago Film Critics Association Award für den besten Nebendarsteller                              | Thomas Haden Church                                         | Gewonnen      |
| Chicago Film Critics Association Awards 2004              | Chicago Film Critics Association Award für die beste Nebendarstellerin                             | Virginia Madsen                                             | Gewonnen      |
| Chlotrudis Awards                                         | Chlotrudis Award für den besten Hauptdarsteller                                                    | Paul Giamatti                                               | Nominiert     |
| Chlotrudis Awards                                         | Chlotrudis Award für das beste adaptierte Drehbuch                                                 | Alexander Payne Jim Taylor                                  | Nominiert     |
| Chlotrudis Awards                                         | Chlotrudis Award für die beste Nebendarstellerin                                                   | Virginia Madsen                                             | Gewonnen      |
| Chlotrudis Awards                                         | Chlotrudis Award für das beste Ensemble                                                            | Thomas Haden Church Paul Giamatti Virginia Madsen Sandra Oh | Nominiert     |
| Tschechischer Löwe                                        | Bester ausl. Film                                                                                  | Alexander Payne                                             | Nominiert     |
| Dallas-Fort Worth Film Critics Association Awards 2004    | Dallas-Fort Worth Film Critics Association Award für den besten Film                               |                                                             | Zweiter Platz |
| Dallas-Fort Worth Film Critics Association Awards 2004    | Dallas-Fort Worth Film Critics Association: Top 10 Films                                           |                                                             | Gewonnen      |
| Dallas-Fort Worth Film Critics Association Awards 2004    | Dallas-Fort Worth Film Critics Association Award für den besten Hauptdarsteller                    | Paul Giamatti                                               | Gewonnen      |
| Dallas-Fort Worth Film Critics Association Awards 2004    | Dallas-Fort Worth Film Critics Association Award für den besten Nebendarsteller                    | Thomas Haden Church                                         | Gewonnen      |
| Dallas-Fort Worth Film Critics Association Awards 2004    | Dallas-Fort Worth Film Critics Association Award für die beste Nebendarstellerin                   | Virginia Madsen                                             | Gewonnen      |
| Directors Guild of America Awards 2004                    | Directors Guild of America Award for Outstanding Directing – Feature Film                          | Alexander Payne                                             | Nominiert     |
| Florida Film Critics Circle Awards 2004                   | Florida Film Critics Circle Award für den besten Film                                              |                                                             | Gewonnen      |
| Florida Film Critics Circle Awards 2004                   | Florida Film Critics Circle Award für den besten Regisseur für die beste Regie                     | Alexander Payne                                             | Gewonnen      |
| Florida Film Critics Circle Awards 2004                   | Florida Film Critics Circle Award for Best Screenplay                                              | Alexander Payne Jim Taylor                                  | Gewonnen      |
| Florida Film Critics Circle Awards 2004                   | Florida Film Critics Circle Award für den besten Nebendarsteller                                   | Thomas Haden Church                                         | Gewonnen      |
| Golden Globe Awards                                       | Golden Globe Award für den besten Film (Kategorie: Musical oder Komödie)                           | Michael London                                              | Gewonnen      |
| Golden Globe Awards                                       | Golden Globe Award für den besten Regisseur                                                        | Alexander Payne                                             | Nominiert     |
| Golden Globe Awards                                       | Globe Award für den besten Hauptdarsteller – für den besten Film (Kategorie: Musical oder Komödie) | Paul Giamatti                                               | Nominiert     |
| Golden Globe Awards                                       | Golden Globe Award für das beste Drehbuch                                                          | Alexander Payne Jim Taylor                                  | Gewonnen      |
| Golden Globe Awards                                       | Golden Globe Award für den besten Nebendarsteller – Spielfilm                                      | Thomas Haden Church                                         | Nominiert     |
| Golden Globe Awards                                       | Golden Globe Award für die beste Nebendarstellerin – Spielfilm                                     | Virginia Madsen                                             | Nominiert     |
| Golden Globe Awards                                       | Golden Globe Award für die beste Filmmusik                                                         | Rolfe Kent                                                  | Nominiert     |
| Gotham Awards                                             | Gotham Award für den besten Film                                                                   | Alexander Payne                                             | Gewonnen      |
| Independent Spirit Awards 2005                            | Independent Spirit Award für den besten Film                                                       | Michael London                                              | Gewonnen      |
| Independent Spirit Awards 2005                            | Independent Spirit Award für den besten Regisseur                                                  | Alexander Payne                                             | Gewonnen      |
| Independent Spirit Awards 2005                            | Independent Spirit Award für den besten Hauptdarsteller                                            | Paul Giamatti                                               | Gewonnen      |
| Independent Spirit Awards 2005                            | Independent Spirit Award für das beste Drehbuch                                                    | Alexander Payne Jim Taylor                                  | Gewonnen      |
| Independent Spirit Awards 2005                            | Independent Spirit Award für den besten Nebendarsteller                                            | Thomas Haden Church                                         | Gewonnen      |
| Independent Spirit Awards 2005                            | Independent Spirit Award für die beste Nebendarstellerin                                           | Virginia Madsen                                             | Gewonnen      |
| Kansas City Film Critics Circle Awards                    | Kansas City Film Critics Circle Award für das beste adaptierte Drehbuch                            | Alexander Payne Jim Taylor                                  | Gewonnen      |
| Kansas City Film Critics Circle Awards                    | Kansas City Film Critics Circle Award für den besten Nebendarsteller                               | Thomas Haden Church                                         | Gewonnen      |
| 25. London Critics’ Circle Film Award 2005                | London Film Critics Circle Award für den besten Film 2004                                          | Alexander Payne                                             | Gewonnen      |
| 25. London Critics’ Circle Film Award 2005                | London Film Critics Circle Award für den besten Regisseur 2004                                     | Alexander Payne                                             | Nominiert     |
| 25. London Critics’ Circle Film Award 2005                | London Film Critics Circle Award für den besten Schauspieler 2004                                  | Paul Giamatti                                               | Nominiert     |
| 25. London Critics’ Circle Film Award 2005                | London Film Critics Circle Award für das beste Drehbuch 2004                                       | Alexander Payne Jim Taylor                                  | Nominiert     |
| Los Angeles Film Critics Association Awards 2004          | Los Angeles Film Critics Association Award für den besten Film                                     | Alexander Payne                                             | Gewonnen      |
| Los Angeles Film Critics Association Awards 2004          | Los Angeles Film Critics Association Award für den besten Regisseur                                | Alexander Payne                                             | Gewonnen      |
| Los Angeles Film Critics Association Awards 2004          | Los Angeles Film Critics Association Award für den besten Hauptdarsteller                          | Paul Giamatti                                               | 2nd place     |
| Los Angeles Film Critics Association Awards 2004          | Los Angeles Film Critics Association Award für das beste Drehbuch                                  | Alexander Payne Jim Taylor                                  | Gewonnen      |
| Los Angeles Film Critics Association Awards 2004          | Los Angeles Film Critics Association Award für den besten Nebendarsteller                          | Thomas Haden Church                                         | Gewonnen      |
| Los Angeles Film Critics Association Awards 2004          | Los Angeles Film Critics Association Award für die beste Nebendarstellerin                         | Virginia Madsen                                             | Gewonnen      |
| National Board of Review Awards 2004                      | National Board of Review Award für das beste adaptierte Drehbuch                                   | Alexander Payne Jim Taylor                                  | Gewonnen      |
| National Board of Review Awards 2004                      | National Board of Review Award für den besten Nebendarsteller                                      | Thomas Haden Church                                         | Gewonnen      |
| National Board of Review Awards 2004                      | National Board of Review: Top Ten Films                                                            |                                                             | Gewonnen      |
| National Society of Film Critics Awards 2004              | National Society of Film Critics Award für den besten Film                                         | Alexander Payne                                             | Zweiter Platz |
| National Society of Film Critics Awards 2004              | National Society of Film Critics Award für den besten Regisseur                                    | Alexander Payne                                             | Zweiter Platz |
| National Society of Film Critics Awards 2004              | National Society of Film Critics Award für den besten Hauptdarsteller                              | Paul Giamatti                                               | Zweiter Platz |
| National Society of Film Critics Awards 2004              | National Society of Film Critics Award für das beste Drehbuch                                      | Alexander Payne Jim Taylor                                  | Gewonnen      |
| National Society of Film Critics Awards 2004              | National Society of Film Critics Award für den besten Nebendarsteller                              | Thomas Haden Church                                         | Gewonnen      |
| National Society of Film Critics Awards 2004              | National Society of Film Critics Award für die beste Nebendarstellerin                             | Virginia Madsen                                             | Gewonnen      |
| New York Film Critics Circle Awards 2004                  | New York Film Critics Circle Award für den besten Film                                             | Alexander Payne                                             | Gewonnen      |
| New York Film Critics Circle Awards 2004                  | New York Film Critics Circle Award für den besten Hauptdarsteller                                  | Paul Giamatti                                               | Gewonnen      |
| New York Film Critics Circle Awards 2004                  | New York Film Critics Circle Award für das beste Drehbuch                                          | Alexander Payne Jim Taylor                                  | Gewonnen      |
| New York Film Critics Circle Awards 2004                  | New York Film Critics Circle Award für die beste Nebendarstellerin                                 | Virginia Madsen                                             | Gewonnen      |
| Online Film Critics Society Awards 2004                   | Online Film Critics Society Award für den besten Film                                              | Alexander Payne                                             | Nominiert     |
| Online Film Critics Society Awards 2004                   | Online Film Critics Society Award für den besten Regisseur                                         | Alexander Payne                                             | Nominiert     |
| Online Film Critics Society Awards 2004                   | Online Film Critics Society Award für den besten Hauptdarsteller                                   | Paul Giamatti                                               | Gewonnen      |
| Online Film Critics Society Awards 2004                   | Online Film Critics Society Award für das beste adaptierte Drehbuch                                | Alexander Payne Jim Taylor                                  | Gewonnen      |
| Online Film Critics Society Awards 2004                   | Online Film Critics Society Award für den besten Nebendarsteller                                   | Thomas Haden Church                                         | Gewonnen      |
| Online Film Critics Society Awards 2004                   | Online Film Critics Society Award für die beste Nebendarstellerin                                  | Virginia Madsen                                             | Nominiert     |
| Producers Guild of America Awards 2004                    | Producers Guild of America Award für den besten Film                                               | Michael London                                              | Nominiert     |
| Phoenix Film Critics Society Awards 2004                  | Phoenix Film Critics Society Award für das beste adaptierte Drehbuch                               | Alexander Payne Jim Taylor                                  | Gewonnen      |
| Phoenix Film Critics Society Awards 2004                  | Phoenix Film Critics Society Award für den besten Nebendarsteller                                  | Thomas Haden Church                                         | Gewonnen      |
| Phoenix Film Critics Society Awards 2004                  | Phoenix Film Critics Society Award bestes Ensemble                                                 | Thomas Haden Church Paul Giamatti Virginia Madsen Sandra Oh | Gewonnen      |
| Phoenix Film Critics Society Awards 2004                  | Phoenix Film Critics Society Award for Best Original Score                                         | Rolfe Kent                                                  | Gewonnen      |
| San Diego Film Critics Society Awards 2004                | San Diego Film Critics Society Award für das beste adaptierte Drehbuch                             | Alexander Payne Jim Taylor                                  | Gewonnen      |
| San Francisco Film Critics Circle                         | San Francisco Film Critics Circle Award für den besten Film                                        | Alexander Payne                                             | Gewonnen      |
| San Francisco Film Critics Circle                         | San Francisco Film Critics Circle Award für den besten Regisseur                                   | Alexander Payne                                             | Gewonnen      |
| San Francisco Film Critics Circle                         | San Francisco Film Critics Circle Award für den besten Hauptdarsteller                             | Paul Giamatti                                               | Gewonnen      |
| San Francisco Film Critics Circle                         | San Francisco Film Critics Circle Award für den besten Nebendarsteller                             | Thomas Haden Church                                         | Gewonnen      |
| San Francisco Film Critics Circle                         | San Francisco Film Critics Circle Award für die beste Nebendarstellerin                            | Virginia Madsen                                             | Gewonnen      |
| Golden Satellite Awards 2004                              | Satellite Award für den besten Film (Musical oder Komödie)                                         | Alexander Payne                                             | Gewonnen      |
| Golden Satellite Awards 2004                              | Satellite Award für den besten Regisseur                                                           | Alexander Payne                                             | Nominiert     |
| Golden Satellite Awards 2004                              | Satellite Award für den besten Hauptdarsteller – (Kategorie: Musical oder Komödie)                 | Paul Giamatti                                               | Nominiert     |
| Golden Satellite Awards 2004                              | Satellite Award für das beste adaptierte Drehbuch                                                  | Alexander Payne Jim Taylor                                  | Nominiert     |
| Golden Satellite Awards 2004                              | Satellite Award für den besten Nebendarsteller – (Kategorie: Musical oder Komödie)                 | Thomas Haden Church                                         | Gewonnen      |
| Golden Satellite Awards 2004                              | Satellite Award für die beste Nebendarstellerin – (Kategorie: Musical oder Komödie)                | Virginia Madsen                                             | Nominiert     |
| Golden Satellite Awards 2004                              | Satellite Award for Best Cast – Motion Picture                                                     | Thomas Haden Church Paul Giamatti Virginia Madsen Sandra Oh | Gewonnen      |
| Screen Actors Guild Awards                                | Screen Actors Guild Award für die beste männliche Hauptrolle                                       | Paul Giamatti                                               | Nominiert     |
| Screen Actors Guild Awards                                | Screen Actors Guild Award für die beste männliche Hauptrolle                                       | Thomas Haden Church                                         | Nominiert     |
| Screen Actors Guild Awards                                | Screen Actors Guild Award für die beste Nebendarstellerin                                          | Virginia Madsen                                             | Nominiert     |
| Screen Actors Guild Awards                                | Screen Actors Guild Award für das beste Schauspielensemble                                         | Thomas Haden Church Paul Giamatti Virginia Madsen Sandra Oh | Gewonnen      |
| Seattle Film Critics Awards                               | Seattle Film Critics Award für das beste adaptierte Drehbuch                                       | Alexander Payne Jim Taylor                                  | Gewonnen      |
| Seattle Film Critics Awards                               | Seattle Film Critics Award für den besten Nebendarsteller                                          | Thomas Haden Church                                         | Gewonnen      |
| Seattle Film Critics Awards                               | Seattle Film Critics Award für die beste Nebendarstellerin                                         | Virginia Madsen                                             | Gewonnen      |
| Southeastern Film Critics Association Awards 2004         | Southeastern Film Critics Association Award für den besten Film                                    | Alexander Payne                                             | Gewonnen      |
| Southeastern Film Critics Association Awards 2004         | Southeastern Film Critics Association: Top 10 Films                                                |                                                             | Gewonnen      |
| Southeastern Film Critics Association Awards 2004         | Southeastern Film Critics Association Award für den besten Regisseur                               | Alexander Payne                                             | Gewonnen      |
| Southeastern Film Critics Association Awards 2004         | Southeastern Film Critics Association Award für den besten Hauptdarsteller                         | Paul Giamatti                                               | Zweiter Platz |
| Southeastern Film Critics Association Awards 2004         | Southeastern Film Critics Association Award für das beste adaptierte Drehbuch                      | Alexander Payne Jim Taylor                                  | Gewonnen      |
| Southeastern Film Critics Association Awards 2004         | Southeastern Film Critics Association Award für den besten Nebendarsteller                         | Thomas Haden Church                                         | Gewonnen      |
| Southeastern Film Critics Association Awards 2004         | Southeastern Film Critics Association Award für die beste Nebendarstellerin                        | Virginia Madsen                                             | Gewonnen      |
| Toronto Film Critics Association Awards 2004              | Toronto Film Critics Association Award für den besten Film                                         | Alexander Payne                                             | Gewonnen      |
| Toronto Film Critics Association Awards 2004              | Toronto Film Critics Association Award für den besten Hauptdarsteller                              | Paul Giamatti                                               | Gewonnen      |
| Toronto Film Critics Association Awards 2004              | Toronto Film Critics Association Award für die beste Nebendarstellerin                             | Virginia Madsen                                             | Gewonnen      |
| USC Scripter Award                                        | USC Scripter Award                                                                                 | Alexander Payne Jim Taylor                                  | Nominiert     |
| Vancouver Film Critics Circle Awards 2004                 | Vancouver Film Critics Circle Award für den besten Film                                            | Alexander Payne                                             | Gewonnen      |
| Vancouver Film Critics Circle Awards 2004                 | Vancouver Film Critics Circle Award für den besten Regisseur                                       | Alexander Payne                                             | Nominiert     |
| Vancouver Film Critics Circle Awards 2004                 | Vancouver Film Critics Circle Award für den besten Hauptdarsteller                                 | Paul Giamatti                                               | Nominiert     |
| Vancouver Film Critics Circle Awards 2004                 | Vancouver Film Critics Circle Award für den besten Nebendarsteller                                 | Thomas Haden Church                                         | Nominiert     |
| Vancouver Film Critics Circle Awards 2004                 | Vancouver Film Critics Circle Award für die beste Nebendarstellerin                                | Virginia Madsen                                             | Gewonnen      |
| Washington D.C. Area Film Critics Association Awards 2004 | Washington D.C. Area Film Critics Association Award für das beste adaptierte Drehbuch              | Alexander Payne Jim Taylor                                  | Gewonnen      |
| Washington D.C. Area Film Critics Association Awards 2004 | Washington D.C. Area Film Critics Association Award für den besten Nebendarsteller                 | Thomas Haden Church                                         | Nominiert     |
| Washington D.C. Area Film Critics Association Awards 2004 | Washington D.C. Area Film Critics Association Award für die beste Nebendarstellerin                | Virginia Madsen                                             | Nominiert     |
| Writers Guild of America Awards 2004                      | Writers Guild of America Award für das beste adaptierte Drehbuch                                   | Alexander Payne Jim Taylor                                  | Gewonnen      |